# ダウダ・ジャワラ
サー・ダウダ・カイラバ・ジャワラ（英語: Sir Dawda Kairaba Jawara, 1924年5月16日 - 2019年8月27日）は、ガンビアの政治家。1962年から1970年まで首相、1970年から1994年まで初代大統領を務めた。

## 略歴
グラスゴーにて獣医学を学ぶ。1962年から1970年までガンビアの首相を務め、ガンビアがイギリス王を国家元首とする立憲君主制から共和制へと移行したのに伴い、1970年4月24日に大統領に就任した。
1981年7月にイギリスで挙行されたチャールズ皇太子とダイアナ妃の結婚式に出席中、クコイ・サニャンによるクーデターが発生したが、セネガル軍により鎮圧され未遂に終わった。
しかし1994年7月22日、ヤヒヤ・ジャメ中尉によるクーデターにより失脚し、2002年までの亡命生活ののち帰国した。その後はガンビア西部ファジャラに居住し、2019年8月27日にファジャラの自宅で95歳で死去。